# Euspira levicula
Euspira levicula är en snäckart som först beskrevs av Addison Emery Verrill 1880.  Euspira levicula ingår i släktet Euspira och familjen borrsnäckor. Inga underarter finns listade i Catalogue of Life.